# Kulim
Kulim è una città della Malaysia situata nello Stato di Kedah, capoluogo dell'omonimo distretto.